# Scooteroni RMX
Scooteroni RMX è un singolo dei rapper italiani Marracash e Guè, pubblicato il 19 dicembre 2016 come secondo estratto dalla riedizione dell'album in studio Santeria.

## Descrizione
Prodotto da Pherro, si tratta di una versione remixata del brano originariamente pubblicato nell'edizione standard dell'album e presenta in più la partecipazione vocale del rapper Sfera Ebbasta.

## Video musicale
Il video è stato girato presso alcuni container situati a Milano e mostra scene di lotta clandestina alternate ad altre in cui vengono mostrate altre zone della città. Nel video hanno preso parte anche Jake La Furia, Vincenzo da Via Anfossi e Don Joe.

## Tracce
1. Scooteroni RMX (feat. Sfera Ebbasta) – 4:32

## Classifiche
La posizione in classifica fa riferimento alla versione originaria del brano.
| Classifica (2016) | Posizione massima |
| ----------------- | ----------------- |
| Italia            | 62                |